# Pedagogía progresista

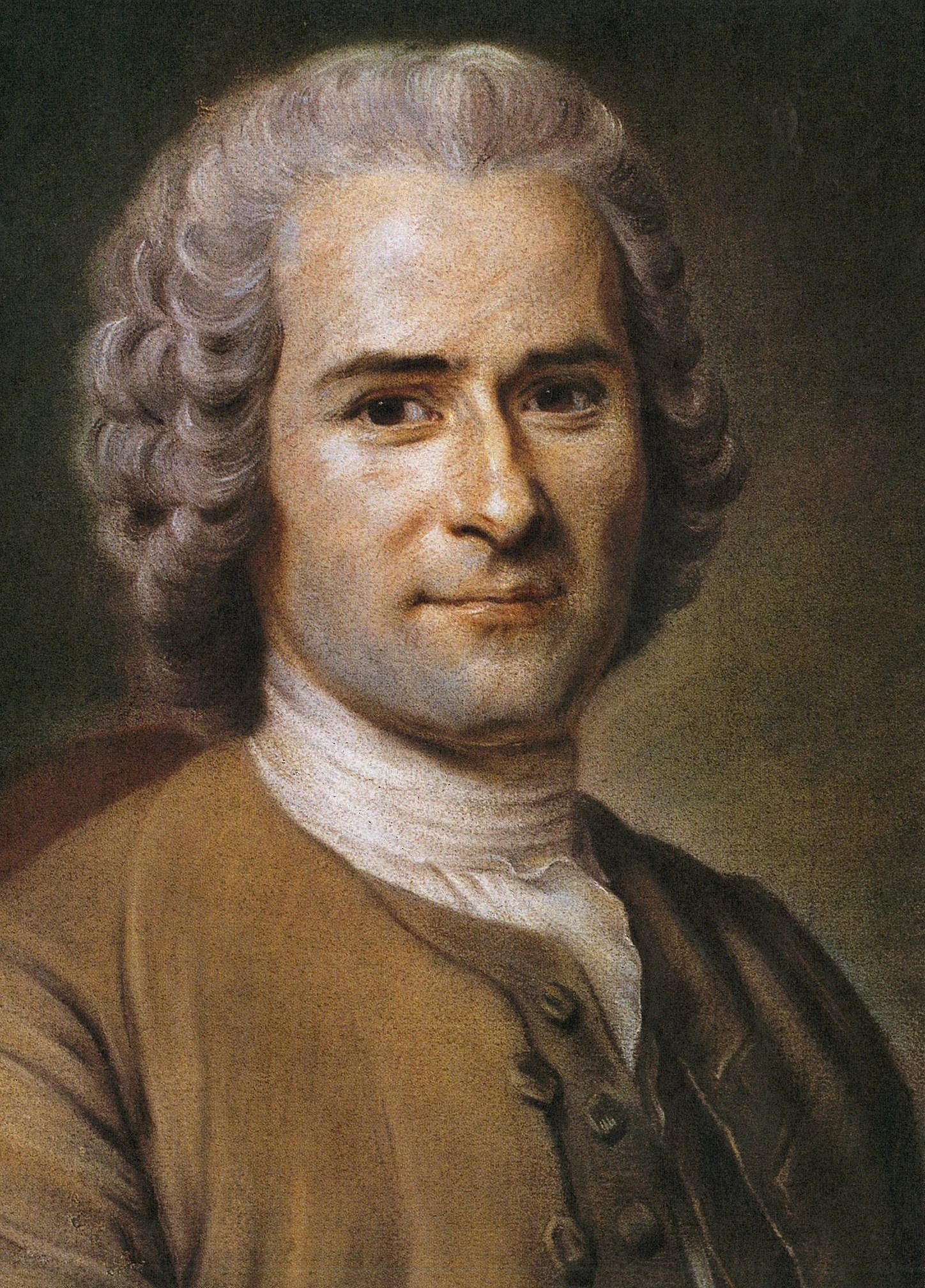
Jean-Jacques Rousseau, considerado uno de los precursores de este movimiento por las ideas pedagógicas expuestas en Emilio.

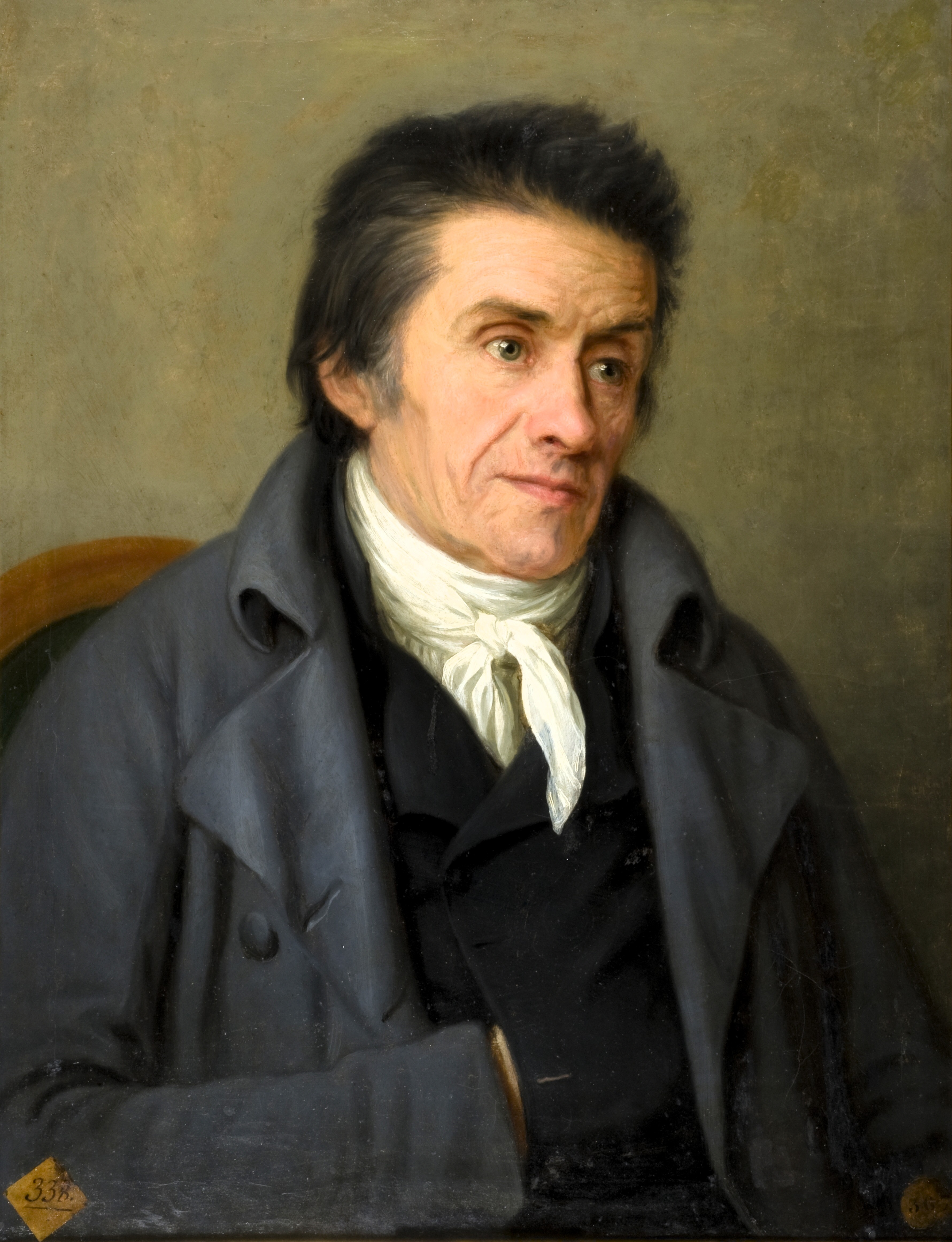
Johann Heinrich Pestalozzi.

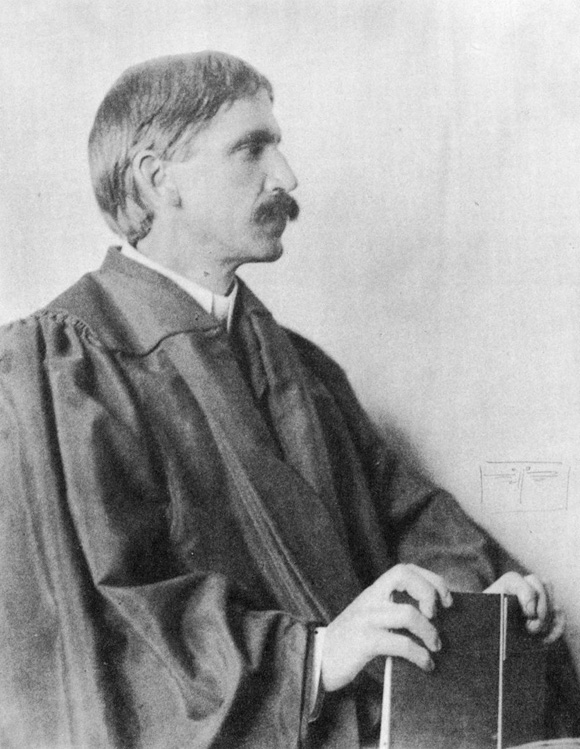
John Dewey.

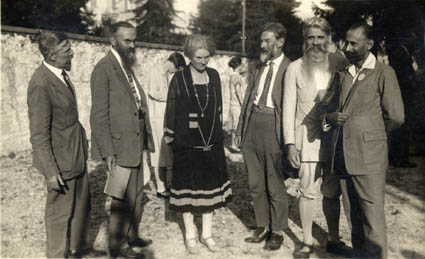
Conferencia de la Ligue internationale pour l'éducation nouvelle (LIEN -"Liga internacional para la nueva educación", fundada en Calais en 1921, y que convocó ocho congresos, hasta 1946). De izquierda a derecha, Ovide Decroly, Pierre Bovet, Beatrice Ensor, Edouard Claparède, Paul Geheeb y Adolphe Ferrière. Otros destacados miembros de la liga fueron John Dewey, Jean Piaget y Maria Montessori. -Ligue internationale pour l'éducation nouvelle-

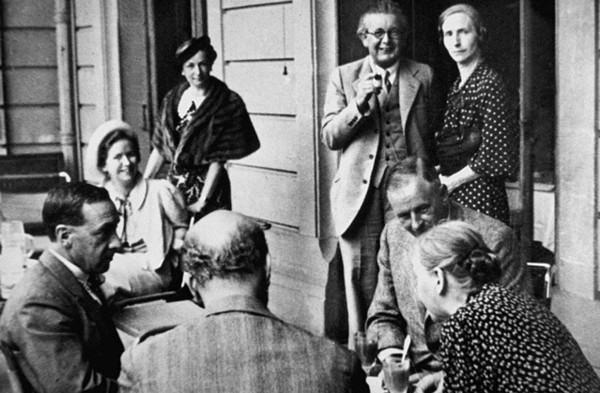
Valentine y Jean Piaget (de pie, a la derecha) durante la conferencia de 1932 del Bureau international d’éducation ("Oficina internacional de educación"), institución fundada en Ginebra en 1925 y hoy parte de la UNESCO. -Bureau international d'éducation-

La pedagogía progresista, también conocida como educación progresista y con otras muy diversas denominaciones (entre ellas, escuela nueva, escuela activa, nueva educación, educación nueva), es un movimiento o un grupo de movimientos pedagógicos de carácter progresista, críticos con la educación tradicional, a la que acusan de formalismo, de autoritarismo, de fomentar la competitividad, y de constituir una mera transmisión de conocimientos mediante la memorización, pasiva para el alumno y ajena a sus intereses, definiendo su modelo con los rasgos opuestos: educación práctica, vital, participativa, democrática, colaborativa, activa y motivadora.
Estos movimientos surgieron a finales del siglo XIX, continuaron su desarrollo en el siglo siguiente, y se volvieron predominantes en las denominadas reformas educativas planteadas en el contexto intelectual de la revolución de 1968. También se utilizan expresiones como pedagogía reformista o educación reformista, denominaciones que no solo se vinculan a las legislaciones de reforma educativa, sino a los proyectos de reforma social (la propia utilización de la palabra reforma implica una connotación progresista, hasta tal punto que las modificaciones educativas con carácter conservador se suelen calificar de "contra-reformas" por los partidarios de la pedagogía progresista).
La educación progresista se plantea el reto simultáneo de ser general (lo que en la forma de enseñanza obligatoria, se terminó convirtiendo en uno de los pilares del Estado del bienestar, y supone distintos tipos de integración) e individualizada (relacionado con dar respuesta a las necesidades específicas de cada alumno). La emergencia del movimiento escolanovista representa una de las primeras alternativas que se instauran para fijar una posición que impugna y enfrenta la hegemonía de la escuela tradicional.

## Concepto
El concepto genérico de "escuela nueva" tuvo múltiples versiones en instituciones educativas concretas, con orientaciones ideológicas muy dispares, desde el «Movimiento de los loco´s modernos» o Escuela Moderna de Freinet, o la Institución Libre de Enseñanza de Francisco Giner de los Ríos (de carácter liberal-progresista, identificada intelectualmente con el krausismo), hasta los proyectos de Francisco Ferrer y Guardia (de base libertaria -pedagogía en el anarquismo-), Maria Montessori, Alexander Sutherland Neill, y un largo y diverso etcétera.
La Pedagogía Progresista ésta identificada con diferentes designaciones, como por ejemplo, la educación progresista, la escuela nueva, la escuela activa, la nueva educación, la educación nueva, la pedagogía reformista, la educación reformista, entre otras. Lo fundamental de la pedagogía progresista, es que es una corriente conformada por un conjunto de tendencias educativas, con la particularidad de que pretenden ser renovadoras del hecho educativo, mostrándose ser muy distintas a la educación tradicional. Esta pedagogía está constituida por un cúmulo de fundamentos docentes como opción contraria a la escuela tradicional que surgió a finales del siglo XIX y que se consolidó en los inicios del siglo XX. Dentro de esta corriente se encuentran personajes destacados en el campo educativo, investigadores y teóricos notables que han promovido estos fundamentos, tales como John Dewey, Alexander Neill, Jean Piaget, Joel Spring, Iván Ilich, Paulo Freire, entre otros.
En sus diversas interpretaciones, se sustenta en la filosofía de la ilustración, el romanticismo, el pragmatismo, el activismo, el desarrollo cognitivo, la genético-dialéctica, la educación en libertad, la pedagogía del oprimido, el aprendizaje significativo, entre otras. La Pedagogía Progresista pretende la aplicación de un prototipo formativo para la educación práctica, dinámica, participativa, democrática, estimulante y motivadora, la cual busca romper con el formalismo tradicional, pues le corresponde descubrir las posibilidades del educando, para luego alcanzar con humildad y tolerancia sus posibilidades (Freire: 1993). Es educar para el cambio constante, comenzando por exaltación de las sensaciones de existencia y enseñanza, logrando un individuo que comprende, piensa, enjuicie, coopera y contribuya de manera activa y democrática en el proceso educativo, buscando el desarrollo económico, político y social.

## Innovación pedagógica a través de la Historia
Desde la antigüedad clásica distintos métodos (la mayéutica socrático-platónica -enseñar preguntando-, el peripatetismo de Aristóteles -enseñar paseando-, el docere delectando del Ars Poetica de Horacio -"enseñar deleitando"-, el género speculum princeps -enseñar al príncipe-) se presentaban explícitamente como alternativas al aprendizaje como esfuerzo repetitivo y no creativo (escribas sumerios y egipcios -Per Anj o "casa de la vida"-, kējǔ -examen imperial chino-, el Ars longa, vita brevis de Hipócrates -prevención similar al "la letra, con sangre entra"-, la inacabable tarea de los scriptorium monásticos y los rígidos métodos de la escolástica que anquilosaron la universidad europea desde la Edad Media).
Tras los precedentes teóricos más inmediatos que se establecieron en la Ilustración y el Romanticismo (Rousseau, Pestalozzi, Fröbel, Tolstói), los planteamientos pedagógicos más influyentes en esta tendencia fueron la pedagogía de la acción de John Dewey (pragmatismo, activismo), las teorías genético-cognitivas de Jean Piaget (desarrollo cognitivo), las genético-dialécticas de Lev Vygotski (1896-1934), la educación en libertad de Benjamin Spock, la pedagogía del oprimido de Paulo Freire, o el constructivismo de David Ausubel (aprendizaje significativo).
Es consustancial a la pedagogía progresista la tensión entre la teoría y la praxis (los planteamientos abstractos de naturaleza utópica y la "aplicabilidad"), de modo que ninguna de las reformas o experiencias educativas se considera definitiva, sino perpetuamente inacabada o imperfecta desde el punto de vista de quien la propone o emprende, más allá de que sea objeto de crítica desde otros puntos de vista.

A pesar de los primeros esfuerzos de John Dewey y de otros por conformar la escuela según los intereses de una democracia radical, y de los intentos recientes de los teóricos educativos de izquierdas por evidenciar la conexión que existe entre la ideología de la escuela y la lógica del Estado capitalista, el espacio político que ocupa la educación del profesorado en la actualidad sigue desalentando la lucha por dotar de poder al profesor, y normalmente sirve para reproducir las ideologías tecnocráticas y corporativas, características de las sociedades dominantes. De hecho, es razonable afirmar que la formación del profesorado sirve fundamentalmente para crear intelectuales que actúan al servicio de los intereses del Estado, cuya función social es sostener y legitimar el statu quo. (...) Queremos dejar claro que existe una importante diferencia entre la obra de John Dewey, especialmente (1916) Democracy and Education... y el discurso híbrido de una reforma educativa progresista que caracterizó los últimos años de la década de los 60 y la década de los 70 en los Estados Unidos. La reforma educativa progresista guarda poco parecido con la filosofía de la experiencia de Dewey, en el sentido de que Dewey hacía hincapié sobre la relación entre la experiencia del estudiante, la reflexión crítica, y el aprendizaje. Sin embargo, la idea de aplicabilidad que ha caracterizado a los principales partidarios de la educación progresista normalmente gira en torno al concepto de una adquisición sistemática de conocimientos, y favorece acríticamente un concepto antiintelectual de la experiencia del estudiante.

## Historia

### Etapa romántica
Tiene como referentes las ideas filosóficas y pedagógicas de autores como Jean-Jacques Rousseau y la corriente naturalista (que postulaba la necesidad de volver a la naturaleza para preservar al ser humano de una sociedad que lo corrompía), Johann Heinrich Pestalozzi (método intuitivo), Friedrich Fröbel (Kindergarten -"jardines de infancia"-), William Maclure, Johann Friedrich Herbart (solo se aprende aquello que interesa), Wilhelm Wundt y las nuevas ideas surgidas a la luz del darwinismo (Herbert Spencer) y la sociología (Émile Durkheim).
Comenzaron a fundarse las llamadas "escuelas nuevas", es decir, instituciones escolares de vanguardia fundadas y dirigidas por profesionales innovadores. Sin embargo, se considera como precursor del movimiento a un novelista, el ruso León Tolstói, fundador de una escuela verdaderamente nueva en más de un sentido. En 1859 Tolstói abrió en su finca de Yásnaia Poliana una escuela para los hijos de sus campesinos basada en el principio "mientras menor sea la constricción requerida para que los niños aprendan, mejor será el método". Este "anarquismo pedagógico" de Tolstói, como se le llamó despectivamente, más que en la confianza en la expansión libre de las potencialidades del alma infantil, se basaba en la desconfianza más absoluta hacia la "pedantería autoritaria" de los adultos: "dejen que los niños decidan por sí solos lo que les conviene. Lo saben no menos bien que vosotros".

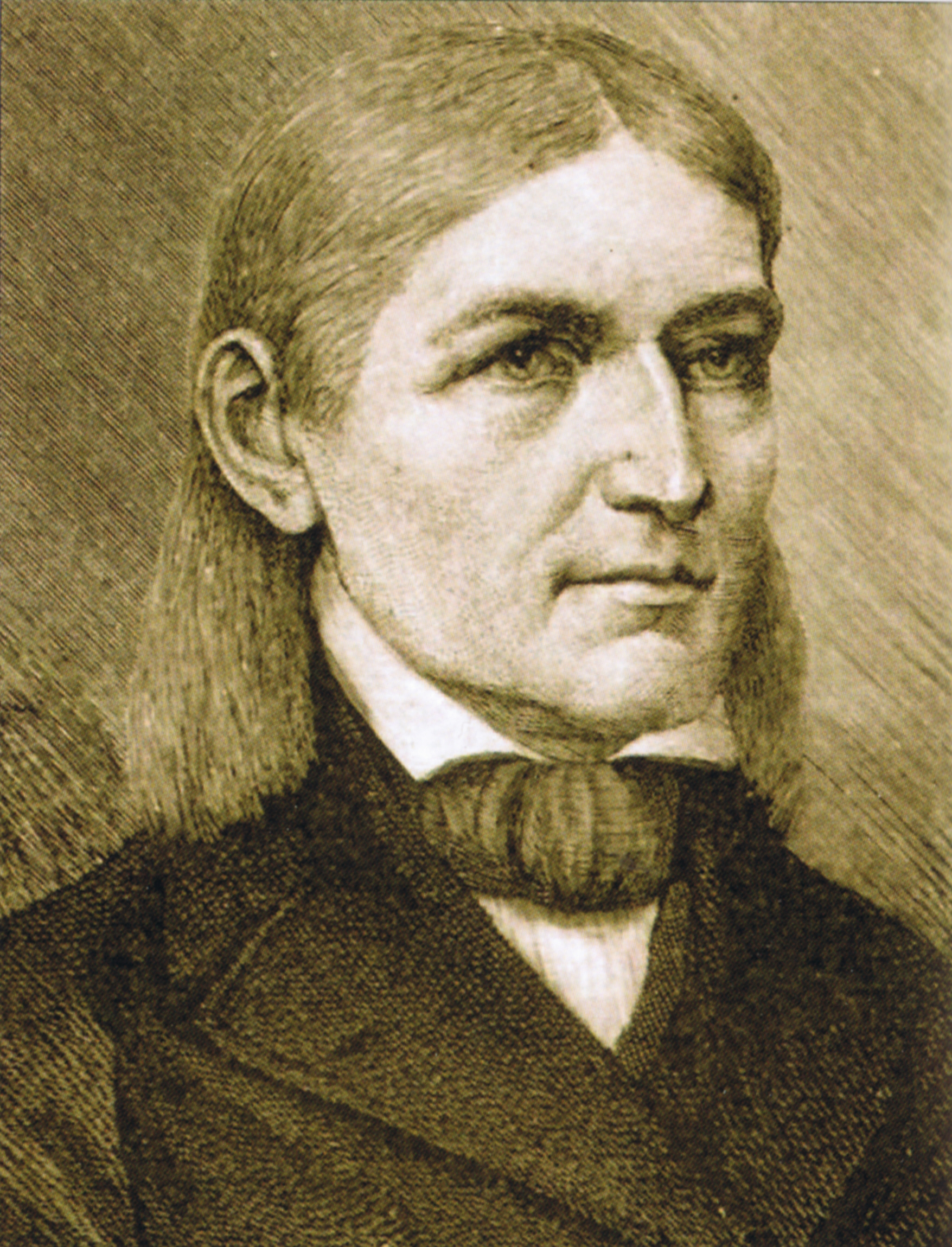
Friedrich Fröbel.
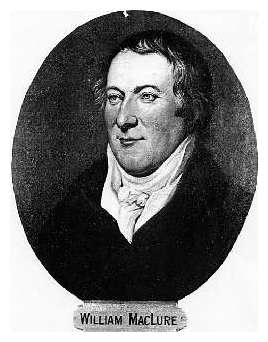
William Maclure.
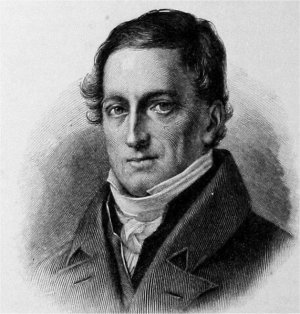
Johann Friedrich Herbart.
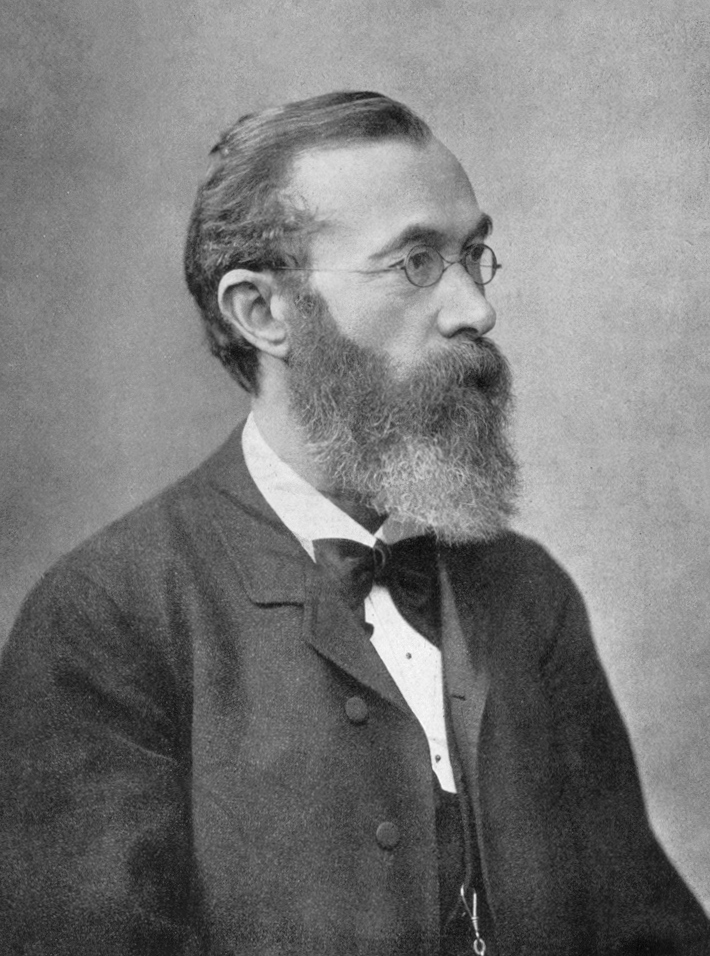
Wilhelm Wundt.
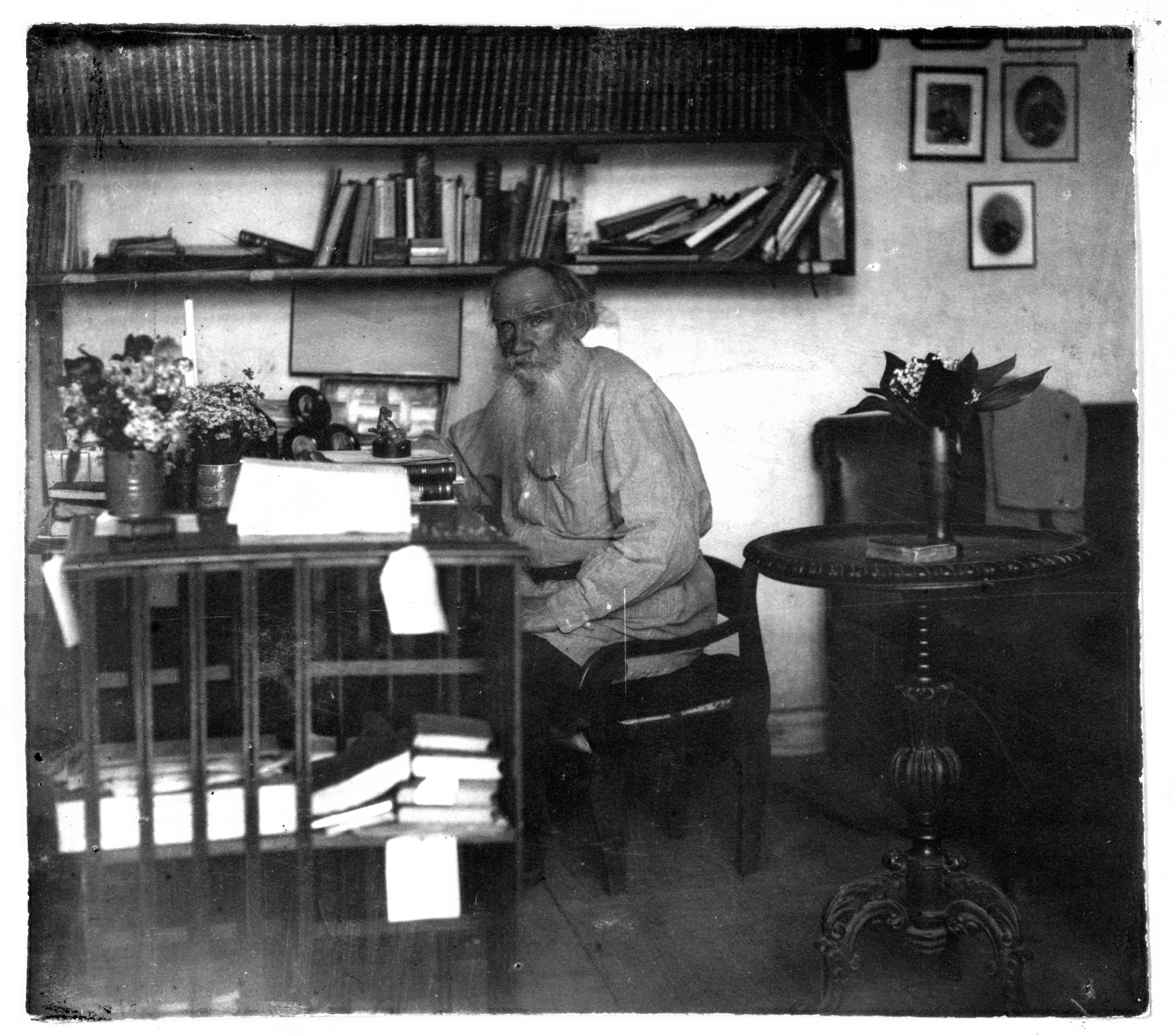
Tolstói en Yásnaia Poliana.

Durante la segunda mitad del siglo XIX, Mariano Carderera y Potó, de orientación católica liberal, inspiró la legislación educativa y dirigió puestos clave de la administración pública de la enseñanza en España, desde donde se esforzó en introducir las innovaciones pedagógicas progresistas que investigó por toda Europa, aunque sin la radicalidad que caracterizó a la Institución Libre de Enseñanza fundada en 1876 por Francisco Giner de los Ríos, de la que ejerció en cierto modo como contrapeso. En las fechas del Congreso Nacional Pedagógico (1882) ya representaba, con Claudio Moyano, la facción "conservadora" o "normativista" frente a la "progresista" o "institucionista", en la que, además de Giner, estaban Manuel Bartolomé Cossío, Joaquín Costa, Torres Campos, Pedro A. García o Agustín Sardá.
Dentro de las modificaciones metodológicas de la pedagogía progresista en la enseñanza musical, puede citarse también el método de Émile Jaques-Dalcroze.

### Etapa de los grandes sistemas

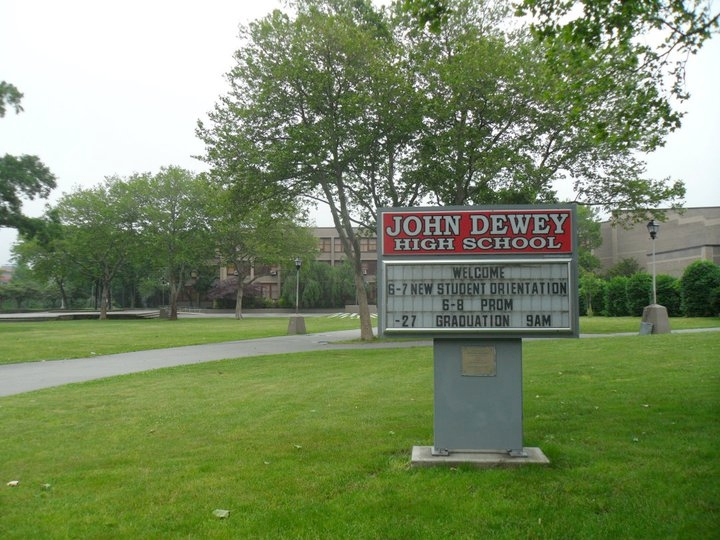
Escuela dedicada a John Dewey

Tras la sistematización debida al estadounidense John Dewey (profesor de pedagogía en Chicago, Nueva York y Columbia -My Pedagogic Creed, 1897, The School and Society, 1900, The Child and the Curriculum, 1902, Democracy and Education, 1916, Experience and Education, 1938) y a partir de la Primera Guerra Mundial (1914), las ideas de la pedagogía progresista y la metodología activa se extendieron sobre todo en Europa. Maestros e intelectuales de distintas orientaciones (liberales, izquierdistas, católicos -Ovide Decroly, Maria Montessori, Célestin Freinet, las Hermanas Agazzi, Andrés Manjón o Giner de los Ríos-) se plantearon la necesidad de reconsiderar los planteamientos educativos imperantes hasta ese momento, y se proponen revisar los principios que sustentan el acto educativo y las instituciones creadas para ello. Para ello buscaron una nueva educación que fuera activa, que preparara para la vida real y que partiera de los intereses reales que tenía el niño.
La década de los años 1930, caracterizada por el auge de los totalitarismos, supuso una revisión de esta tendencia.

## Principales pedagogos progresistas del periodo histórico
- Édouard Claparède. Planteó la necesidad de promover la actividad del niño en el aula.
- Célestin Freinet. Maestro de escuela, desarrolló una pedagogía realista centrada en el niño, sus intereses y sus posibilidades. Planteaba que el trabajo dentro de la escuela era esencial como herramienta de aprendizaje, por lo que promovió en los curricula actividades de imprenta escolar, cooperativas y textos libres.
- Pierre Bovet (1878-1965). Primer director de la Académie De Genève o Institut Jean-Jacques Rousseau (Escuela de Ginebra), donde colaboró con Claparède y Piaget.
- María Montessori. Comenzó su carrera trabajando con minusválidos psíquicos y aporto sus ideas prácticas estableciendo que el alumnado debía de ser el único protagonista de la educación.[19][20] Consideraba necesaria la conexión entre familia y escuela; y la elaboración de materiales escolares que desarrollaran los sentidos y la inteligencia.
- Alexander Sutherland Neill (1883-1973). Educador progresista y fundador de la escuela de Summerhill.
- Ovide Decroly. Creador de los centros de interés[21]
- Georg Kerschensteiner. Fundó la Escuela del Trabajo, proponiendo el aprendizaje a través de la experiencia y la educación social.
- Paul Geheeb. Fundó la Odenwaldschule. También intervino con Hermann Harless y Hermann Lietz, que fundarían la Staatliches Landschulheim Marquartstein y la Neuen deutschen Schule; esta junto a A. S. Neill, quien más tarde fundaría la Escuela de Summerhill.
- William Heard Kilpatrick. Discípulo de Dewey, conocido por su método de proyectos.
- Adolphe Ferrière. Fundó en Lausana una escuela experimental (La Forge), que tuvo que abandonar a causa de su sordera. y fue cofundador de la Ligue internationale pour l'éducation nouvelle.
- Beatrice Ensor. Partidaria de la teosofía, fue cofundadora de la Ligue internationale pour l'éducation nouvelle y participó con A. S. Neill en Education for the New Era, la versión inglesa de la revista Pour l'ère nouvelle.
- Richard Thomas Alexander. Discípulo de Dewey, fundó el New College for the Education of Teachers que funcionó dentro del Teachers College de la Universidad de Columbia entre 1932 y 1939.
- Ramón Indalecio Cardozo. Responsable de la reforma educativa en Paraguay en los años 1920.
- Paulo Freire. autor del libro Pedagogía del oprimido y principal figura de la corriente brasileña de la Educación Popular.
- Antón Makarenko. Fundador de la pedagogía soviética.
- Iván Illich. Autor de La sociedad desescolarizada.
- Paul Goodman (9 de septiembre de 1911 - 2 de agosto de 1972) sociólogo estadounidense,  reivindicaba el concepto de la educación incidental como generadora de conocimiento útil y real, ya que  la educación formalizada es ilusoria y donde realmente se aprende es en la vida práctica.

## Pedagogía progresista en literatura, cine, televisión y música

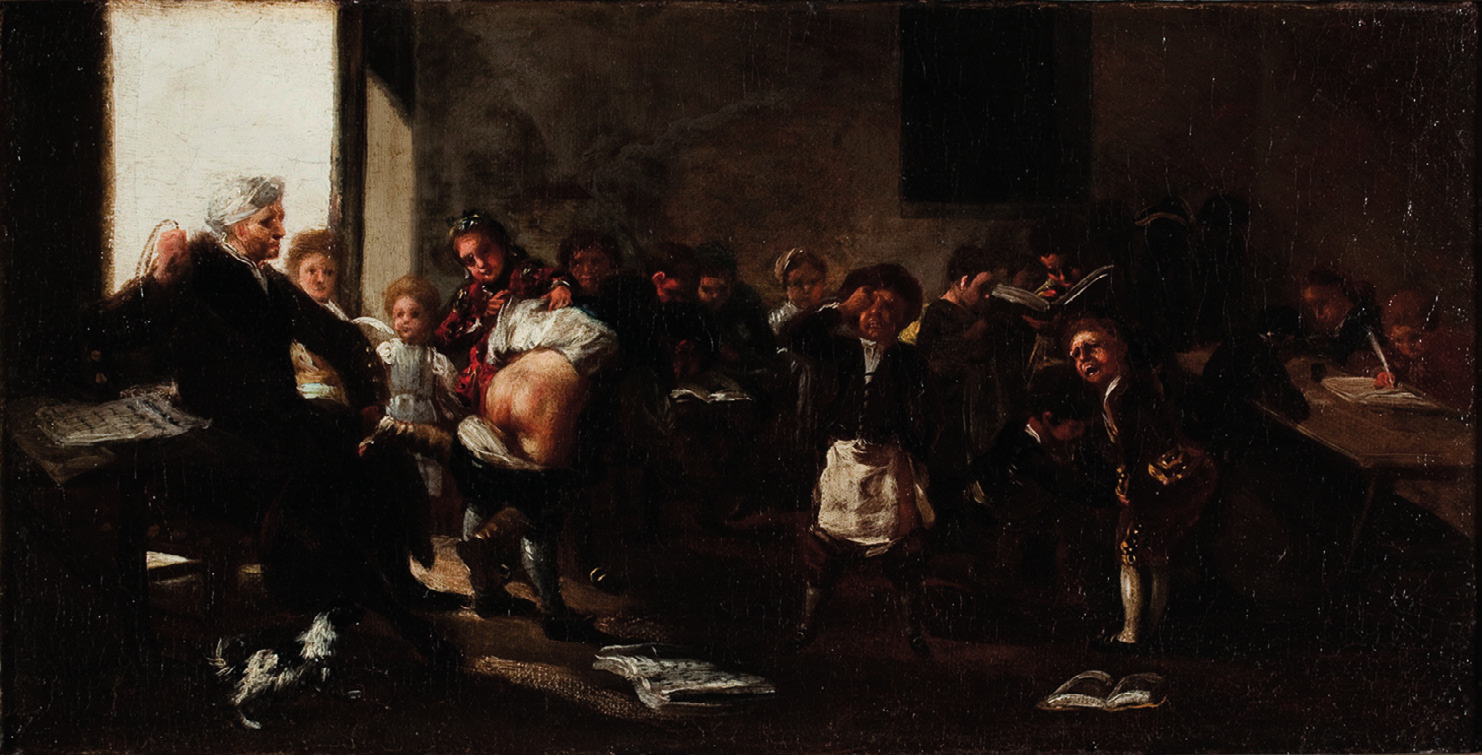
La letra con sangre entra, pintura de Francisco de Goya (ca. 1780).

Numerosas obras literarias y cinematográficas, especialmente de ficción, reflejan el mundo escolar. En algunos casos el tema tratado es la pedagogía progresista, o alguno de sus planteamientos, pero es más habitual que se propongan la crítica, la denuncia o la ridiculización de todo tipo de abusos de la educación tradicional, convertida en un estereotipo de medio hostil que impide el crecimiento personal; y que propongan como modelos alternativos, representándolos como verdaderos héroes, a profesores progresistas y comprometidos y a alumnos que se rebelan contra la represión o la disciplina escolar. Muy a menudo los autores se basan en la recreación de sus propias experiencias personales, bien de una infancia o adolescencia frustrada, o bien de su paso por la docencia.
- George Bernard Shaw, en la obra teatral Pygmalion (1913), describe un intento de promocionar mediante la educación propia de las clases altas a una joven procedente de los bajos fondos de Londres (hay adaptaciones a la comedia musical -My Fair Lady- y al cine, con muchas recreaciones y parodias).
- Dos autores de la generación de 1914 reflejaron su frustrante experiencia escolar en colegios religiosos: AMDG, de Ramón Pérez de Ayala (1910),[23] y El jardín de los frailes, de Manuel Azaña (1921).[24]
- Goodbye, Mr. Chips, novela de James Hilton, 1934 (hay adaptaciones al teatro y al cine, incluso al género musical) que refleja el ambiente escolar en un internado de élite británico a finales del siglo XIX y comienzos del siglo XX. El tema se ha tratado desde muy distintos puntos de vista. La que más se aproxima al de la pedagogía progresista es Dead Poets Society ("El club de los poetas muertos"), película de Peter Weir de 1989, donde un profesor de métodos poco ortodoxos conecta con los intereses de un grupo de alumnos de una institución educativa rígida y elitista, animándoles a aprovechar sus potencialidades aunque eso choque contra las convenciones sociales y provoque conflictos. Incluso los libros y películas de la serie de Harry Potter (J. K. Rowling, 1997-2008) participan en cierto modo de un contexto similar. Visión muy personales del tema de la educación represiva de los internados religiosos son la de Pedro Almodóvar en La mala educación (2004) o la de Louis Malle en Au revoire, les enfants ("Adiós, muchachos", 1987).
- Blackboard Jungle, novela de Evan Hunter, llevada al cine en 1955 ("Semilla de maldad"), sobre un nuevo profesor que llega a un instituto de secundaria de un barrio marginal, donde un grupo de alumnos le hacen la vida imposible hasta que consigue comprenderlos y motivarlos. Hay muy numerosas recreaciones del mismo tema, comenzando por To Sir, with Love, novela de E. R. Braithwaite de 1957, llevada al cine en 1967 ("Rebelión en las aulas" -To Sir, with Love-). El papel de profesor fue representado por Sidney Poitier, que había representado a un estudiante rebelde en Blackboard Jungle. Otras son Lean on Me ("Escuela de rebeldes" -Lean on Me (film)-), de 1989, protagonizada por Morgan Freeman o Mentes peligrosas, película de 1995 protagonizada por Michelle Pfeiffer. Una variante muy singular es la aproximación mediante la música, como Sister Act, de 1992, protagonizada por Whoopi Goldberg, o Les Choristes ("Los chicos del coro", 2004).
- My Family and Other Animals ("Mi familia y otros animales", 1956 -en:My Family and Other Animals-), de Gerald Durrell, es una narración autobiográfica de la infancia del naturalista, donde se describe su aprendizaje en un entorno idílico y sus relaciones con los adultos. Hay una adaptación a la televisión (2005). -en:My Family and Other Animals (film)-
- L'Enfant sauvage ("El pequeño salvaje"), película de François Truffaut de 1970 sobre la educación de un niño feral hallado en Francia en 1790, un tema muy "rousseauniano" y muy conectado tanto con la época (revolución de 1968) como con la corriente cinematográfica denominada nouvelle vague (del mismo director es Les quatre cents coups -"Los cuatrocientos golpes"-, 1959). Sobre el caso real de una niña feral contemporánea trata Mockingbird don't sing ("Katie, la niña salvaje"), película de 2001.
- Padre Padrone, novela autobiográfica de Gavino Ledda llevada al cine por los hermanos Taviani, 1977. -Padre Padrone-
- Fame, película de Alan Parker de 1980, sobre la educación de un grupo de adolescentes en el ambiente creativo y libre de una escuela de arte en Nueva York (se adaptó a la televisión como serie).
- Good Will Hunting, película de Gus Van Sant de 1997, sobre el aprendizaje de un joven de excepcional talento pero sin educación formal.
- Music of the Heart[25] ("Música del corazón"), película de Wes Craven de 1999, sobre Roberta Guaspari.[26]
- La lengua de las mariposas, cuento de Manuel Rivas, llevado al cine (José Luis Cuerda, 1999), sobre un maestro republicano en 1936.
- Crónicas de un pueblo, serie de televisión de Antonio Mercero en la que el papel principal es el de un maestro rural de finales del franquismo (1971-1974).
- Segunda enseñanza, serie de televisión de Pedro Masó y Ana Diosdado, ambientada en un instituto de secundaria español de los años 1980.
- Den Lille Røde Bog For Skoleelever ("El libro rojo del cole"), de Søren Hansen y Jesper Jensen, 1969, panfleto danés muy divulgado en España durante la transición, que propone a los alumnos actitudes críticas frente a la escuela tradicional.
- El florido pensil, 1994, glosa crítica de materiales de la escuela nacional-católica, por Andrés Sopeña, llevada al teatro y al cine.
- La película documental La Educación Prohibida, estrenada en 2012, documenta y presenta experiencias educativas vinculadas a la pedagogía progresista.
- La profesora de Historia (Les héritiers, 2014) una película de Marie-Castille Mention-Schaar,[27] basada en hechos reales, en la que una profesora de secundaria de un liceo francés se enfrenta a una clase multicultural de alumnos inadaptados y marginados, consiguiendo mejorar la convivencia y atraer su interés hacia la historia a partir de un proyecto colaborativo.[28]

We don't need no education
We don't need no thought control
No dark sarcasm in the class room
Teachers, leave those kids alone
Hey, teachers! Leave those kids alone!
No necesitamos ninguna educación / No necesitamos ningún control del pensamiento / Ningún oscuro sarcasmo en el aula / Profesores, dejad a esos chicos en paz. / ¡Hey, profesores! ¡Dejad a esos chicos en paz!
Another Brick in the Wall, canción de Pink Floyd del álbum The Wall (1979, se realizó también una película -Pink Floyd The Wall, 1982-).